# Romankiw
Romankiw (ukr. Романків) – wieś na Ukrainie, w obwodzie kijowskim, w rejonie obuchowskim, w hromadzie Kozyn. W 2001 liczyła 67 mieszkańców, spośród których 64 wskazało jako ojczysty język ukraiński, 2 rosyjski, a 1 inny.